# Gangneung skridskocenter
Gangneung skridskocenter är en arena för hastighetsåkning på skridskor i kuststaden Gangneung i Sydkorea. Arenan började att byggas i mars 2014 och blev klar i mars 2017. Under olympiska vinterspelen 2018 hölls tävlingarna i hastighetsåkning på skridskor här.
Arenan ligger i Gangneungs olympiska park tillsammans med bland annat Gangneung hockeycenter och Gangneung ishall.